# Armed and Dangerous (альбом)
Armed and Dangerous (с англ. — «Вооружён и опасен») — дебютный и единственный мини-альбом канадской спид/трэш-метал группы Razor, выпущенный в 1984 году. Выпуск альбома был профинансирован самими музыкантами, и благодаря ему на группу обратил внимание канадский лейбл Attic Records и вскоре подписал с ними контракт.

## Отзывы критиков
Мини-альбом был положительно встречен музыкальной прессой. Хольгер Стратман из немецкого издания Rock Hard отметил скорость и агрессивность песен в альбоме, однако пожелал музыкантам «стать более профессиональными». Бернард Доу из британского Metal Forces также положительно высказывался о скорости песен, описав Armed and Dangerous как «жёсткий и яростный пауэр-метал, который в основном обладает всей мощью и управляемой скоростной техникой соотечественников Exciter». Он признал невысокое качество записи, но, учитывая, что группа сама профинансировала альбом, назвал его «прекрасным дебютом». По словам Энди Сечера из американского ежемесячника Hit Parader «Razor играет рок-н-ролл с вулканической интенсивностью и энергией, которые компенсируют отсутствие у группы музыкального воображения. Такие названия песен, как «Fast and Loud» и «Hot Metal», рассказывают всё, что вам нужно знать о художественной философии этой группы; они делают это просто и делают это громко. Но результаты, которых они достигают, не стоит умалять — это Метал с большой буквы «М».

## Издания
- Оригинальное виниловое издание 1984 года было выпущено тиражом в 1200 экземпляров и является очень редким.
- Неофициальное ограниченное издание цветного винила 2010 года от Razor Edge Records было пронумеровано вручную и ограничено 550 копиями. Он был выпущен на чёрном, белом, прозрачном, зелёном и красном виниле с неизвестным разграничением. Он также имеет трёхстороннюю открывающуюся обложку. Несмотря на то, что на центральной этикетке указана скорость воспроизведения 33 1/3 об/мин, пластинка воспроизводится на 45 об/мин.
- Бутлегерский LP с картинкой в 2006 году на Metalized Blood Records, ограниченный 300 копиями.
- Виниловое (лимитированное издание 1000 копий) и CD издания, выпущенные High Roller Records к 35-летию группы, содержат демо-записи.
- 15 января 2021 года на лейбле Relapse Records вышло переиздание Armed and Dangerous в виде двойного альбома вместе с концертным альбомом Live! Osaka Saikou[5].

## Список композиций
| №  | Название              | Длительность |
| -- | --------------------- | ------------ |
| 1. | «The End»             | 2:04         |
| 2. | «Killer Instinct»     | 2:44         |
| 3. | «Hot Metal»           | 2:19         |
| 4. | «Armed and Dangerous» | 5:12         |

| №                   | Название            | Длительность |
| ------------------- | ------------------- | ------------ |
| 5.                  | «Take This Torch»   | 3:18         |
| 6.                  | «Ball and Chain»    | 2:34         |
| 7.                  | «Fast and Loud»     | 3:52         |
| Общая длительность: | Общая длительность: | 22:03        |

## Участники записи
- Стейс МкЛарен — вокал
- Дейв Карло — гитара
- Майк Кампаноло — бас-гитара
- Майк Эмбро — ударные